# Индустријска зона Тети Каљијери (Торино)
Индустријска зона Тети Каљијери је насеље у Италији у округу Торино, региону Пијемонт.
Према процени из 2011. у насељу је живело 3 становника. Насеље се налази на надморској висини од 228 м.